# Achawa (wieś)
Achawa (hebr.: אחווה; pol. Braterstwo) – wieś położona w samorządzie regionu Be’er Towijja, w Dystrykcie Południowym, w Izraelu.
Leży w południowej części Szefeli, w odległości 1 km na zachód od miasta Kirjat Malachi, w otoczeniu moszawów Kefar Achim, Talme Jechi’el, Jinnon i Arugot.

## Historia
Osada została założona w 1974 jako osiedle mieszkaniowe dla urzędników służby cywilnej samorządu regionu Be’er Towijja.

## Edukacja
We wschodniej części wioski znajduje się siedziba Achva Academic College, który współpracuje z Uniwersytetem Ben Guriona w Beer Szewie.

## Komunikacja
Przy wiosce znajduje się skrzyżowanie z drogami ekspresowymi nr 3  (Aszkelon–Modi’in-Makkabbim-Re’ut) i nr 40  (Kefar Sawa–Ketura). Lokalne drogi prowadzą do moszawów Jinnon i Arugot.